# 瓦漢卡利艾山
13°16′31″S 74°48′05″W / 13.27528°S 74.80139°W
瓦漢卡利艾山（Wakan Q'allay），是秘魯的山峰，位於該國中部萬卡韋利卡大區，由瓦伊塔拉省的皮爾皮查卡區負責管轄，屬於安地斯山脈的一部分，海拔高度5,100米。